# Hlengiwe Mkhize
Hlengiwe Mkhize   (6 de setembre de 1952 - 16 de setembre de 2021) va ser una política i acadèmica sud-africana del Congrés Nacional Africà (ANC) i diputada del 2009 al 2021.

## Biografia
Neix el 6 setembre de 1952, Hlengiwe Buhle Mkhize és llicenciada en arts en psicologia, treball social i sociologia per la Universitat de Zoululand (1976), a més de llicenciada en psicologia (1978) i màster en psicologia clínica (1981) per la Universitat de Natal.
Va ser professora associada (senior lecturer) i investigadora a la Universitat del Witwatersrand del 1990 al 1995.
El 1995 va ser una de les membres fundadores del Children and Violence Trust, que va administrar des d'aleshores.
Ambaixadora de Sud-àfrica als Països Baixos del 2005 al 2008, va ser posteriorment i successivament, dins dels governs de Zuma, viceministra d’Administració de presons (2009-2010), viceministra d’Educació Superior i Formació Professional (2010-2012), adjunta del Ministre de desenvolupament econòmic (2012-2014), viceministra de telecomunicacions i serveis postals (2014-2017), ministra de l’Interior (2017) i ministra d’Educació Superior i Formació Professional.
La seva última funció pública és la de viceministra de la Presidència, encarregada de Dones, Joves i Persones amb discapacitat al govern de Ramaphosa II del 30 de maig de 2019 fins a la seva mort el 16 de setembre de 2021.